# Herbert von Dirksen
Eduard Willy Kurt Herbert von Dirksen (Berlino, 2 aprile 1882 – Monaco di Baviera, 19 dicembre 1955) è stato un diplomatico tedesco.

## Biografia
Discendente per linea paterna di una lunga schiera di funzionari dello stato prussiano, si laureò in legge al König Wilhelm Gymnasium di Berlino, e partecipò alla prima guerra mondiale, venendo decorato con una Croce di Ferro di seconda classe. Nel primo dopoguerra abbracciò la carriera diplomatica, venendo inviato in varie missioni. Nel 1925 fu nominato ambasciatore in Russia e fu messo a capo della divisione Europa dell'Est del ministero degli esteri, ruolo che svolse fino al 1928. Durante i suoi 5 anni a Mosca, favorì l'avvicinamento delle due nazioni, attraverso una cooperazione (per lo più non ufficiale) in campo militare ed economico.
Con la salita al potere del Partito Nazista, divenne ambasciatore in Giappone, e qui favorì l'allineamento delle due nazioni che portò successivamente al patto anticomintern.  Nel 1938 sostituì Joachim von Ribbentrop nel delicato ruolo di ambasciatore nel Regno Unito; allo scoppio della seconda guerra mondiale si ritirò dal servizio diplomatico e si rifugiò nella sua villa in campagna in Silesia. Nel secondo dopoguerra non scontò alcuna pena venendo ritenuto durante il processo di denazificazione un mero dirigente dell'apparato statale. Nel 1951 pubblicò una versione edulcorata e ripulita dagli accenni filo-nazisti e anti-semiti delle sue memorie, che già circolavano in forma privata da circa 15 anni.